# اوبرهوفن ایم اینتال
اوبرهوفن ایم اینتال (به آلمانی: Oberhofen im Inntal) یک منطقهٔ مسکونی در اتریش است که در اینسبروک لند واقع شده‌است. اوبرهوفن ایم اینتال ۱۸٫۶ کیلومتر مربع مساحت دارد ۶۲۲ متر بالاتر از سطح دریا واقع شده‌است.